# 1924 في جمهورية أيرلندا
فيما يلي قوائم الأحداث التي وقعت خلال عام 1924 في جمهورية أيرلندا.

## سياسة

### انتهاء فترة المنصب
- 19 مارس – ريتشارد ملكاهي وزير الدفاع [الإنجليزية]‏.

## مواليد

### يناير
- 1 يناير – ميف هيلري طبيبة أيرلندية.

## وفيات

### يونيو
- 15 يونيو – بيل برينان (مواليد 1893) ملاكم من الولايات المتحدة الأمريكية.